# Зелёная столовая Екатерининского дворца
Зелёная столовая — первый зал в анфиладе личных императорских покоев. Расположен в северной части Большого Екатерининского дворца, спроектирован Чарльзом Камероном. В своём дизайне совмещает элементы античной архитектуры и сувениры XIX века, свидетельствующие о роскошной светской жизни хозяев.

## Северная часть дворца и её обитатели
История Зелёной столовой начинается в конце XVIII века, когда согласно указу императрицы для великокняжеской четы была перестроена северная часть дворца. Столовая открывает анфиладу личных покоев, предназначенных для жизни будущего императора Павла I и его супруги Натальи Алексеевны, созданных на месте «висячих садов» архитектора Б. Ф. Растрелли. Итальянский барочный архитектор создал огромную и абсолютно непрактичную террасу под открытым небом с цветными клумбами, фруктовыми деревьями и каменными скамьями вместо мебели. Торец дворцовой церкви служил одной из стен. Терраса находилась под открытым небом и являлась источником сырости во дворце. Поэтому в 1773 году по указу Екатерины II архитектор В. И. Неелов превратил террасу в «Покой их Высочеств». Когда в 1779 году Чарльз Камерон выполнил отделку залов, покои занимал Павел и его вторая жена Мария Фёдоровна. Она стала полноправной владелицей северной части дворца и Зелёной столовой в том числе после смерти супруга-императора. Законченные позже остальных, залы северной части дворца отличаются гармоничным декором, стремящимся к римской и античной архитектуре, и светским убранством с большим количеством деталей. Великокняжеские покои были спроектированы весьма практично. Например, на фотографиях и архитектурных планах присутствует официантская, откуда можно было попасть в Зелёную столовую. Но северные залы сильно пострадали во время пожаров, поэтому современная анфилада выглядит иначе, чем задумывалось в XVIII веке.

## Архитектурно-художественное убранство
Для отделки большинства интерьеров Екатерининского дворца летом 1779 года Екатериной из Лондона был приглашен молодой перспективный архитектор Чарльз Камерон. Почти не имея практики, но будучи высокообразованным, хорошо зная античную архитектуру и искусство, 25 октября 1779 года он приступил к разработке архитектурных планов.
Интерьер Зелёной столовой создан архитектором Ч. Камероном и скульптором И. П. Мартосом. Их глубинное понимание античной культуры, идея о гармонии, легкости и красоте как о тех классических канонах, на которых зиждется современное искусство, нашли отражение в интерьере Зелёной столовой. С самого начала им были предоставлена свобода художественного решения и выбора материалов.
Для оформления столовой Камерон избрал пастельные тона в сочетании с белым лепным орнаментом. Классические элементы, греческие вазы, виноградные лозы подчеркивают фигуры юношей и девушек в тогах. Мифологические сюжеты многофигурных барельефов на розовом фоне, медальоны и плакетки а ля Веджвуд дополняют скульптурное убранство Зелёной столовой, которую в документах екатерининских времен нередко именовали Лепная зала. Все барельефы выполнены И. П. Мартосом по риснукам Чарльза Камерона.
Камерон представлял двери и камины с зеркалами как части архитектуры и как детали обстановки. На светло-зелёном фоне выделяются яркие филенки двери. Портал двери создает первое впечатление от помещения. Стена, по центру которой расположен камин из белого мрамора с кронштейнами в виде львиных лап, уточняет сложившийся образ.
Паркет из дуба, светлого клёна и красного дерева набран по черновому рисунку Камерона и являет собой геометрическую композицию из кругов и квадратов. Архитектор спланировал и отрисовал даже такие обиходные вещи как-то каминные приборы и бронзовая каминная решетка.
Несмотря на то, что столовую называют классической, подобное решение вернее было бы назвать «постклассицизмом», интерпретацией древнегреческих канонов. Это не строгость форм, а витиеватость, изящная образность — перекличка с античностью.
На каминной полке до 1917 года красовались часы «Минин и Пожарский» — выполненные в стиле русского Ампира, с миниатюрной копией скульптуры того же И. П. Мартоса, установленной в 1818 году на Красной площади. Бронза, сиенский мрамор; литье, чеканка, патинирование; полирование. Первые подобные часы были созданы Пьер-Филиппом Томиром в 1820 году на основе гравюры, изображающей один из проектных вариантов памятника. Часы понравились в России, и Н. Н. Демидов — промышленник и меценат — сделал заказ парижской мастерской. Некоторые экземпляры из этой серии сохранились до наших дней. И хотя Зелёная столовая сегодня не может похвастаться такой деталью интерьера, часы «Минин и Пожарский» можно увидеть в экспозициях Эрмитажа и Петергофа.

## Мебельный гарнитур
Гарнитур из 25 стульев (два из них — для хозяев — выше остальных) был традиционно заказан в мастерской И. Шарлеманя. Белые стулья, обитые зелёным шелком, идеально дополняют интерьер гостиной. Особо обращают на себя внимание каннелированные ножки с двухцветной резьбой. По всей видимости, это характерный для Камерона художественный ход: в коллекции Эрмитажа можно найти весьма похожие экспонаты. Материал обивки — гроденапль. Неапольский шелк стал популярным в России в начале 19 века, его широко использовали в производстве одежды, головных уборов и обуви, а также для мебели и интерьера.
Если сравнить фото, видно, что декоративная отделка стульев не соответствует замыслу Чарльза Камерона. Гарнитур, изготовленный в 1783 году по его эскизам, отличается от дворцового сегодняшнего. Кресло из оригинального гарнитура, отреставрированное в 2016 году точно в соответствии с архитектурным проектом XVIII века, можно увидеть в Рундальском дворце-музее. Оно было украдено из столовой во время ленинградской блокады и появилось в музейной коллекции 5 мая 1981 года. В том виде, в котором его приобрел музей, кресло простояло до 2006 года, когда началась исследовательская работа и были открыты первые контрольные участки окраски. Под четырьмя прослойками краски был обнаружен слой оригинальной покраски — белой с акцентированной резьбой по дереву светло-зелёного тона -, а также слои многократной перекраски, произведенной после пожаров 1820 и 1863 годов. Например, в 1863 году мебель была перекрашена в бело-розовый и зелёный цвет, об этом свидетельствует каталог музея Екатерининского дворца 1918 года издания.

## Реставрации Зелёной столовой
В 1820 году камероновские залы сильно пострадали от пожара, по неизвестным причинам возникшего в дворцовой церкви. Учрежденная Императором комиссия во главе с В. П. Стасовым реставрировала сгоревшие дворцовые покои на основе чертежей Камерона и сохранившихся фрагментов отделки. Некоторые планы и рисунки были найдены и приобретены (например, у наследников архитектора) специально для этих работ. «Лепной зале» вернули первоначальный облик — близкий к сегодняшнему. Лепщик Заколупин реконструировал барельефы. реставрацию мраморного камина выполнил скульптор Ф.Трискорни. Заново набран был паркет.
Однако в истории Зелёной столовой все же осталось одно белое пятно — потолок. Ни вмонтированную в него живопись, ни лепное убранство оказалось невозможно восстановить из-за отсутствия достоверных материалов. Стасов решил оставить плафон цвета античной скульптуры. Но он не дошёл до наших дней.
В 1855 году по указу Николая I в Зелёную столовую «вернулась» плафонная живопись. Проект А. И. Штакеншнейдера просуществовал как часть интерьера недолго: в 1863 году дворцовые помещения снова горели. На этот раз реставрационными работами руководил А. Ф. Видов — на тот момент старший дворцовый архитектор царскосельского ведомства. При нём столовой вернули архитектурно-художественное убранство времен Ч. Камерона.
Великая Отечественная война «внесла свои коррективы» в облик Екатерининского дворца. В 1944 году он стоял разрушен и разграблен, и камероновские залы не были исключением. Однако их чудом миновали пожары, благодаря чему сохранились отдельные элементы декора. Поэтому в 1957 году — после официального решения о возрождении Екатерининского дворца и присвоения ему статуса музея — реставрацию начали именно с камероновских залов. Работы по возрождению дворцового убранства, которые велись всенародно ещё с военного времени, были подытожены проектом архитектора А. А. Кедринского. И в 1959 году Екатерининский дворец был открыт для посещения.
Современный облик Зелёной столовой создан в соответствии с архитектурными планами Ч. Камерона и Мартоса, которые сейчас хранятся в музее. Кое-где помогли «подсказки»: например, двери столовой расписаны на основе рисунка одной из сохранившихся створок.
С 1957 года внешний вид столовой не менялся. Позднее убранство было дополнено незначительными деталями: бронзовой каминной решёткой, дворцовыми стульями и столовыми приборами с вензелями владельцев.

## Фарфоровый сервиз
В 1780 году будущий император Павел Петрович и его первая жена Наталья Алексеевна заказали в Москве собственный сервиз. Он был рассчитан на 24 персоны и включал в себя 240 предметов. Сегодня он насчитывает несколько сотен предметов по всему свету, часть из них украшает Зелёную столовую Екатерининского дворца. В архивных документах дворца этот сервиз числится под названием «Московский». Почти 40 лет он кочевал из города в город — в зависимости от того, где был званый обед. Сервиз очень берегли, и дозаказывали утерянные на званых обедах предметы на императорском фарфоровом заводе. Сервиз был в ходу до 1814 года. Тогда его форма устарела, и хозяева отправили его на павловскую ферму. В послеревоюционные годы сервиз чудом сохранил полную комплектацию, тогда как многие предметы из коллекций павловского и екатерининского дворца были распроданы. Вплоть до начала 1940-х годов предметы, созданные после 1830 года не считались искусством.
После рабоче-крестьянской проверки 1926 года Павловский музей стал филиалом Екатерининского дворца, и сервизы вместе с другими ценностями были перевезены в Детское село.
В 1933 году вновь созданный комитет по культуре взял под свое крыло музеи Ленинграда, Исаакиевский собор и все пригородные дворцы. Это позволило вернуть хотя бы часть Собственного сервиза в Павловский дворец (24 предмета из 250). Большая часть осталась в кладовых Екатерининского дворца, малая — экспонировалась в Парадной столовой.
24 предмета из Павловска пережили эвакуацию во время Великой Отечественной войны в Саратове. Из Екатерининского дворца удалось эвакуировать всего 106 предметов, остальные были разграблены и считаются утраченными.
Восстановление чудовищно пострадавших пригородных дворцов стало возможно благодаря методике реставрации, разработанной директором Павловского дворца Анной Зеленовой. Первым восстановили Павловский дворец, и дворцовые фонды переехали в него и были сохранены. Когда в 1976 году открылся для посещения Екатерининский дворец, работники музеев решили объединить сервизы — Собственный (Московский) сервиз попал в Детское село, а Павловску достался «Гербовый».
Сегодня Екатерининский дворец располагает ста тридцатью предметами Московского сервиза.
12 апреля 2019 года блюдо из Собственного сервиза было торжественно передано Павловскому дворцу. Во время ВОВ солдат Вермахта вывез это блюдо в Германию. Незадолго до смерти он подарил его госпоже Фридгард Далли, которая вместе с сыном Ортвином вернула блюдо в Павловск. На данный момент доподлинно известно, что две тарелки из Собственного сервиза находятся в музее Хиллвуд Эстейт в Вашингтоне.

## Иллюстративный материал к статье
- Входная дверь с росписью наподобие древнеримской
- Оформление северной стены